# شارلوته بونابرت
شارلوته بونابرت (بالفرنسية: Charlotte Bonaparte)‏ هي رسامة فرنسية، ولدت في 31 أكتوبر 1802 في باريس في فرنسا، وتوفيت في 2 مارس 1839 في سارزانا في إيطاليا بسبب اضطراب النفاس.